# Anklopfnächte
Die Anklopfnächte oder Klopfnächte (auch Klöpfelnächte, Kloplinsnächte, Klöpflesnächte, Klöpfleinsnächte, Kräflsnächte, Bosselnächte, Anglöckelnächte oder heilige Nächte genannt), verbunden u. a. mit dem Klöcklsingen, sind im Süddeutschen, in Österreich und der Schweiz die Nächte der drei letzten Donnerstage vor Weihnachten. Sie symbolisieren als  Heische- oder Einkehrbrauch zumeist die Herbergssuche von Josef und Maria vor Jesu Geburt in Bethlehem.

## Geschichte
Das Anklöpfeln in den Klöpfelnächten ist seit Mitte des 15. Jahrhunderts aus Losbüchern belegt, dort jedoch noch als weltlicher Brauch dokumentiert, der nicht auf das christliche Weihnachtsgeschehen bezogen war. Vielmehr wollte man mit diesem Orakelbrauch die Zukunft erforschen, indem man z. B. zur richtigen Stunde an Stallwände klopfte, um die Haustiere von den Toten des kommenden Jahres reden zu hören.
In Würzburg zogen junge Adelige, angeführt vom Domherr Wilhelm von Wolfskeel 1472 in der donrstag kloplins nacht durch die Gassen der Stadt und begründeten ihre von Scharwächtern freilich ungern gesehene Aktion mit „Es wer ein kloplins nacht, si giengen zu den priestern, zügen in die ring auß den thüren, die geben si in morn wider das si nyemant schaden tetten“.
Erstmals als Kinderheischebrauch 1520 von Johannes Boemus beschrieben, kam es in der Folge immer wieder zu Verboten oder Einschränkungen des Brauchs, weil er entweder gegen „den öffentlichen Anstand“ zu verstoßen schien oder als unchristlich empfunden wurde. Im Zuge der Gegenreformation „setzte schließlich eine bewußt christliche Ausformung des Anklöpfelns ein“, die regional allerdings bis in die Gegenwart sehr große Unterschiede aufweist.
Bereits 1619 findet sich in einem Osttiroler Gebetbuch eine Anleitung „wie man die drey Donnerstag vor Weihnachten soll geistlich anklöpfeln“. In manchen Gegenden Südtirols hingegen, etwa im Sarntal, überwiegen noch heute die nicht-christlichen Elemente (Gabenheischen, Rügesprüche).

## Wesentliche Elemente des Anklöpfelbrauchs
Bis in unsere Zeit haben sich im Wesentlichen vier Elemente im Anklöpfelbrauchtum gehalten: Glück- und Segenwünsche (Jahreswechsel, gute Ernte), das Heischen bzw. das Bitten um Beschenkung und Bewirtung, die Anlehnung an das Weihnachtsgeschehen und an manchen Orten das Aufsagen von Versen und Gegenversen zwischen Anklöpfler und Hausvater. Doch auch diese vier Elemente prägen regional ganz unterschiedlich stark das Erscheinungsbild des Anklöpfelns oder -klöckelns. Mehrheitlich als Heischebrauch, zuweilen aber auch als Einkehrbrauch, bei dem man in die Stube eines Gastgebers eingeladen wird.

## Variationen
Im oberbayerischen Berchtesgadener Land wird der Brauch als Klöcklsingen, im Tiroler Unterland (Leukental, Brixental) als Anklöpfln gepflegt. Dabei gehen noch heute als Hirten verkleidete Kinder und Jugendliche von Haus zu Haus, um nach dem Anklopfen vor der geöffneten Haustür Lieder und Gedichte mit Bezug zum nahenden Heiligen Abend im heimischen Dialekt vorzutragen – Motivation zur Pflege des Brauchs kann die Aufbesserung des Taschengeldes, aber auch das Sammeln für einen guten Zweck sein.

## Ehrungen
Im  März 2011 wurde das eigenständige, bis heute lebendige Anklöpfeln im Tiroler Unterland in das Verzeichnis Immateriellen Kulturerbes in Österreich aufgenommen.